# Gradius (jogo eletrônico)
Gradius (グラディウス) é um shoot 'em up lançado pela Konami em 1985 para arcades. O jogo original foi lançado fora do Japão como Nemesis, muito embora a maioria das versões caseiras do jogo tenham sido lançadas ao redor do mundo com o título original.
Gradius se distingue por popularizar uma barra de seleção de armas chamada "Power meter", baseada em coletar cápsulas para 'adquirir' armamento adicional. O jogo foi convertido para vários sistemas, destacando as do  Nintendo Entertainment System (com uma versão do mesmo também para o Virtual Console do Wii) e o Computador Japonês MSX. Foi ainda convertido para a PlayStation Network.

## Jogabilidade
O jogador controla a nave espacial transdimensional Vic Viper, e deve combater ondas de inimigos através de vários ambientes e cenários diferentes.
O jogo se tornou sinônimo da frase "atire no núcleo", pois o padrão das batalhas contra os "chefes/mestres" em Gradius, bem como em toda a série, envolve o combate com naves gigantescas, as quais possuem, em seu centro, uma ou várias esferas coloridas. Esses "chefes de fase" são elaborados de maneira a deixar uma pequena passagem do exterior das naves gigantes até as esferas coloridas (núcleos). O jogador deve atirar nessa passagem, desviando dos padrões de ataque das naves gigantes. Contudo, pequenos mas vulneráveis barreiras ficam na mesma passagem, impedindo os disparos de atingir o núcleo, devendo ser destruídas por disparos repetidos e bem colocados. De certa forma, essas pequenas barreiras representam os "chefes", protegendo-o até que o núcleo fique vulnerável aos ataques. Alguns "chefes", inclusive, têm a habilidade de regerar tais barreiras. Quando o núcleo recebeu disparos suficientes, geralmente ele muda de cor, indo do azul para o vermelho, indicando que está em condição crítica e a destruição é iminente. Após a destruição de um núcleo, um pedaço do "chefe" pode ser liberado, uma vez que não é mais alimentado por um núcleo, ou se todos os núcleos são destruídos, o "chefe" inteiro é destruído e explode. Observe-se ainda que os núcleos não estão presentes na maioria dos "chefes" orgânicos de Gradius. Estes "chefes" têm pontos fracos em diversos locais como boca, cabeça ou olho.

## Fases
- Volcano: Um planeta vulcânico, com um pouco de vegetação, seu chefe sendo uma nave espacial.
- Beat Back: Uma fortaleza gigante, com canhões laser por todos os lados.
- Blank Mask: Um planeta que parece ruínas com colossos que se assemelham aos da ilha de páscoa, volta constantemente como remake em outros jogos da série Gradius.
- Volcano Free Flyer: A primeira fase do jogo novamente, apenas mudada e com mais inimigos.
- Mazed Music: Apesar do nome, não tem relação com música, é uma fortaleza, só que viva.
- Mechanical Globule: Um planeta cavernoso, com amebas gigantes vivas, o chefe dessa fase, é um esfera peluda viva, presa a uma parede.
- Final Attack: A nave mãe inimiga, dos humanos e dos Gradianos, o chefe final e principal vilão é o Mastermind, um cérebro alienígena gigante e vilão do jogo.